# Bernaville
 Bernaville  es una población y comuna francesa, en la región de Picardía, departamento de Somme, en el distrito de Amiens. Es el chef-lieu y mayor población del cantón de Bernaville. En 2006 su población era de 981 habitantes.

## Demografía
| 880 | 871 | 960 | 951 | 910 | 997 | 981 |
| Para los censos de 1962 a 1999 la población legal corresponde a la población sin duplicidades (Fuente: INSEE [Consultar]) |     |     |     |     |     |     |